# Główna Dyrekcja Wywiadu
Al-Muchabarat, (arab. المخابرات, pełna nazwa Dżihaz al-Muchabarat al-A'ma, pol. Główna Dyrekcja Wywiadu) – iracka służba bezpieczeństwa i wywiadu, będąca głównym narzędziem represji w czasach reżimu Saddama Husajna. 
Al-Muchabarat powstał w celu kontroli środków finansowych znajdujących się w zagranicznych bankach oraz prowadzenie fikcyjnych firm. Faktycznie zajmował się zakupem broni, zbieraniem informacji wywiadowczych o państwach sąsiadujących z Irakiem, zwalczaniem szpiegów oraz wszelkiej opozycji (w tym także tej wewnątrz irackiej partii Baas).  
Na czele Muchabaratu stał zięć Saddama Husajna, Husajn Kamal al-Madżid.